# 巴拉肯

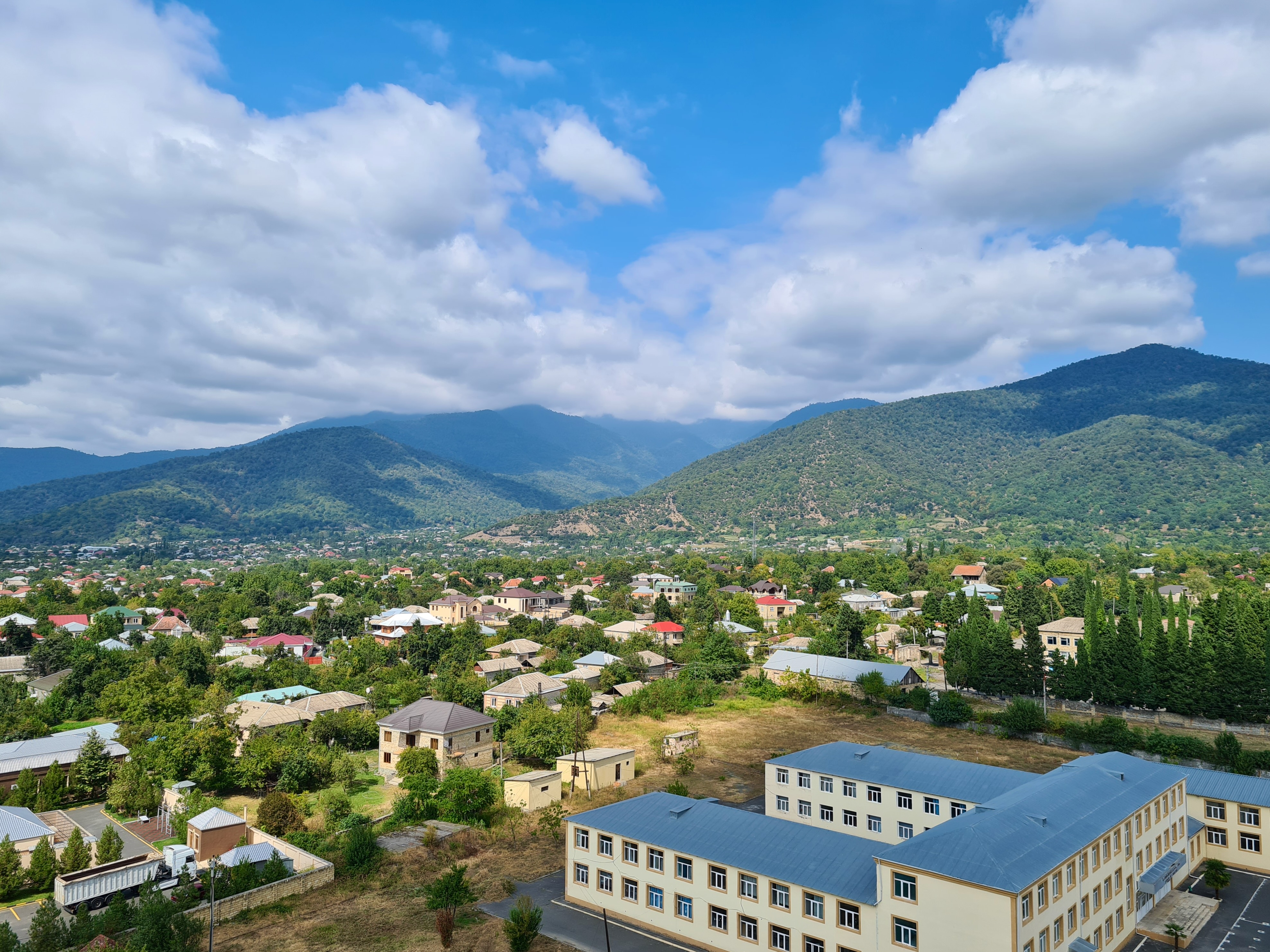
巴拉肯

巴拉肯是阿塞拜疆的城鎮，也是巴拉肯區的首府，位於該國北部阿拉扎尼河畔，距離葉夫拉赫178公里，海拔高度378米，2010年人口9,713，其中95%居民信奉伊斯蘭教。
41°43′33″N 46°24′30″E / 41.72583°N 46.40833°E